# Dudley Fenner
Dudley Fenner (décédé c. 1558 1587) est un théologien puritain anglais. Il contribue à populariser la logique ramiste en langue anglaise. Fenner est également l'un des premiers théologiens à utiliser le terme « alliance des œuvres » pour décrire la relation de Dieu avec Adam dans le livre de la Genèse.

## Biographie
Il est né dans le Kent et fait ses études à Peterhouse, Cambridge. Là, il devient un adepte de Thomas Cartwright et expose publiquement ses vues presbytériennes, avec pour résultat qu'il est obligé de quitter Cambridge sans obtenir son diplôme. Pendant quelques mois, il semble avoir aidé le vicaire de Cranbrook, Kent, mais il est douteux qu'il ait reçu l'ordination.
Il suit ensuite Cartwright à Anvers et, après avoir reçu l'ordination selon le rite de l'Église réformée, aide Cartwright pendant plusieurs années à prêcher là-bas à la congrégation anglaise. La clémence manifestée par l'archevêque Grindal envers les puritains l'encourage à retourner en Angleterre et il devient vicaire de Cranbrook en 1583. La même année, cependant, il est l'un des dix-sept ministres du Kent suspendus pour avoir refusé de signer une reconnaissance de la suprématie de la reine et de l'autorité du Livre de la prière commune et des articles. Il est emprisonné pendant un certain temps, mais retrouve finalement sa liberté et passe le reste de sa vie comme aumônier dans l'église réformée de Middelbourg.

## Travaux
Une liste de ses œuvres authentiques est donnée dans Athenae Cantabrigienses de Cooper (Cambridge, 1858-1861). Ils comptent parmi les meilleurs exposés des principes du puritanisme. Son manuel, The Arts of Logic and Rhetoric, est un manuel populaire sur l'école de logique ramiste ; il utilise des passages de l'Écriture pour démontrer ses théories. Son œuvre majeure est Sacra theologia (Genève, 1585).